# William Addis
Sir William Addis, KBE, CMG (* 5. September 1901 in Hakone, Präfektur Kanagawa, Japan; † 19. November 1978 in Frant, Sussex, England) war ein britischer Kolonialadministrator, der unter anderem von 1945 bis 1946 kommissarischer Gouverneur von Bermuda sowie zwischen 1953 und 1958 Gouverneur der Kronkolonie der Seychellen war.

## Leben

### Familiäre Herkunft
William Addis war das fünfte von 13 Kindern des schottischen Bankmanagers Sir Charles Stewart Addis (1861–1945), der unter anderem zwischen 1918 und 1932 Direktor der Bank of England war, und von Elizabeth Jane McIsaac († 1952). Zu seinen Geschwistern gehörten unter anderem  Thomas Addis (1895–1952), ein Richter am High Court of Justice und Präsident des Obersten Gerichts von Äthiopien, Robina Addis (1900–1986), eine der ersten professionellen psychiatrischen Sozialarbeiter in Großbritannien, und der spätere Diplomat Sir John Mansfield Addis (1914–1983), der unter anderem als Botschafter in Laos, den Philippinen und der Volksrepublik China fungierte. Ein weiterer älterer Bruder, Charles Thorburn Addis (1898–1962), war Seeoffizier und zuletzt Kapitän zur See der Royal Navy. Seine ältere Schwester Elizabeth Addis (1897–1980) war die Ehefrau des Bankmanagers Sir Dallas Gerald Mercer Bernard, 1. Baronet (1888–1975), der Vorstandsvorsitzender der HSBC (Hongkong & Shanghai Banking Corporation Holdings) und ebenfalls Direktor sowie zuletzt stellvertretender Gouverneur der Bank of England war. Seine jüngere Schwester Susan Addis (1903–1987) war die Ehefrau von Sir Percy Roland Bradford Lawrence, 2. Baronet (1886–1950), der Oberstleutnant der Reserve der Coldstream Guards war. Eine andere jüngere Schwester, Margaret Kathleen Addis (1908–2006), war die erste Ehefrau von Oberstleutnant Alexander Campbell Geddes (1911–1972), ein Sohn des Politikers Auckland Geddes, 1. Baron Geddes, während seine jüngste Schwester Rachel Forrester Addis (1912–2002) die Ehefrau des Mittelstreckenläufers Jerry Cornes (1910–2001) war. Sein jüngster Bruder Richard Graham Addis (1916–1914) war ebenfalls Seeoffizier und kam als Kapitänleutnant während des Zweiten Weltkrieges beim Untergang des Zerstörers HMS Laforey am 30. März 1944 ums Leben.

### Studium, Kolonialadministrator und Gouverneur
William Addis selbst absolvierte nach dem Besuch der Rugby School  ein Studium am Magdalen College der University of Oxford, welches er 1923 mit einem Master of Arts (M.A.) beendete. Er trat daraufhin 1924 in den kolonialen Verwaltungsdienst (Colonial Service) des Kolonialministeriums (Colonial Office) und fand unter anderem Verwendungen im Sultanat Sansibar, in Nordrhodesien, im Ministerium für Dominion-Angelegenheiten (Secretary of State for Dominion Affairs) und von 1939 bis 1945 als Privatsekretär des Sultans von Sansibar, Chalifa ibn Harub ibn Thuwaini.
Im Anschluss war Addis von 1945 bis 1945 Sekretär der Kolonie Bermuda (Colonial Secretary) und fungierte als solcher nach der Abberufung des bisherigen Amtsinhabers David Cecil, 6. Marquess of Exeter von 1945 bis zur Amtsübernahme von Admiral Sir Ralph Leatham kommissarischer Gouverneur von Bermuda. Für seine dortigen Verdienste wurde er 1948 Companion des Order of St Michael and St George (CMG). Daraufhin war er als Nachfolger von Sir Herbert Ralph Hone von 1950 bis 1953 stellvertretender Generalkommissar für Kolonialangelegenheiten in Südostasien mit Amtssitz in Singapur.
Als Nachfolger von Sir Frederick Crawford übernahm Addis am 18. Oktober 1953 den Posten als Gouverneur der Kronkolonie der Seychellen und verblieb in diesem Amt bis Januar 1958, woraufhin John Kingsmill Thorp ihn ablöste. In Anerkennung seiner Verdienste wurde er bei den Birthday Honours am 9. Juni 1955 als Knight Commander des Order of the British Empire (KBE) geadelt, so dass er fortan das Prädikat „Sir“ führte. Nach seiner Rückkehr war er von 1958 bis 1966 kommissarisch im Auswärtigen Amt (Foreign Office) tätig.
Aus seiner am 14. Juli 1929 in Sansibar geschlossenen Ehe mit Rosemary Gardner, Tochter von Reverend Richard Titley Gardner nd Sarah Elizabeth Marie Tomlinson, gingen die beiden Söhne William Stewart Addis († 1995) und Richard Thomas Addis (1931–2008) hervor.